# 데버러 월리
데버러 월리(Deborah Walley, 1943년 8월 12일 ~ 2001년 5월 10일)는 미국의 배우이다.

## 출연 작품
- 벤지 (1974)
- 서버드 암 (1973)
- 스핀아웃 (1966)
- 사전트 데드 헤드 (1965)
- 닥터 골드풋 앤 더 비키니 머신 (1965)
- 스키 파티 (1965)
- 비치 브랭켓 빙고 (1965)
- 썸머 매직 (1963)
- 본 보이즈! (1962)
- 기젯 하와이 가다 (1961)